# La Razón (Bolivia)
La Razón es un diario editado en La Paz y distribuido en toda Bolivia. Es uno de los dos principales diarios en La Paz, junto con El Diario, y entre los periódicos con mayor circulación a nivel nacional. Fue fundado el 1 de marzo de 1990.
Sus oficinas centrales están localizadas en el barrio de Auquisamaña, en la zona sur de La Paz. La Razón es considerado el diario principal de La Paz, y compite en circulación con el diario Los Tiempos de Cochabamba y El Deber de Santa Cruz de la Sierra. Desde su fundación, tuvo fuerte relevancia en los círculos políticos, económicos y sociales bolivianos. Actualmente, se encuentra situado como uno de los periódicos con mayor circulación en el país.

## Historia
Su primera edición salió el 16 de mayo de 1990 de la mano de dos periodistas bolivianos, Jorge Canelas y Mario Frías, 10 inversionistas privados y bajo la gerencia de René Ferreira, fundando comunicaciones El País, casa editora de La Razón . En 2018 un estudio académico lo posicionó como el diario más influyente en las redes sociales bolivianas.
La Razón es el único medio boliviano que colabora con The New York Times distribuyendo el suplemento semanal en español del diario neoyorquino, el cual es distribuido cada sábado.
Su actual directora es la doctora en narratología, Claudia Benavente, designada en el cargo en octubre de 2010.
Este diario, fundado en 1990, para su presentación en sociedad, la cual fue el 7 de junio del mismo año,  se realizó con una edición de 24 páginas en blanco y negro excepto en sus portadas y 16 páginas referentes al deportivo mundial de los '90. Este primer título, dentro de su página inicial, contó con la proclama: “La Razón es un diario independiente, para algunos aún mejor expresado este concepto diciendo que es un diario libre…”
Para el 2017, según la información del propio diario, ya contaba con un total de 9.659 números, casi 70 periodistas y 200 empleados.
Durante el transcurso de dichos años, La Razón transitó por tres etapas. La número uno, que marcó la sociedad de Comunicaciones El País con empresarios nacionales y los grupos Canelas y Garáfulic. Una segunda etapa,  cuando el diario pasó a manos del Grupo Prisa, el conglomerado español con importantes inversiones en medios de comunicación de América Latina. y una última, como miembro del grupo empresarial Sunstripes Investments, bajo la dirección de Claudia Benavente. Le precedieron Edwin Herrera, Grover Yapura, Juan Carlos Rocha, Juan Cristóbal Soruco, Lorenzo Carri, Raúl Garáfulic y Jorge Canelas.
El diario, al igual que otros medios, ha tenido que adaptarse a causa de la crisis económica y social de 2019 causada por la COVID-19, implementando metodologías como la difusión vía streaming.
Para 2020 contó, según las cifras del propio diario, con un aproximado de 150 000 personas en las ediciones impresas del mismo, y más de 1,409.954 usuarios en la página web, la cual se vio en un proceso de actualización. Adicionando la estos números los usuarios y seguidores de sus redes sociales. 
Para el finales del 2020 y el recorrido del 2021, la revolución digital llevó al diario a nuevas estrategias, contando con la puesta en marcha de 4 transmisiones digitales: La Razón Radio; Como Perros y Gatos; Piedra, Papel y Tinta; y, Tercer Tiempo. Con el fin de expandir y ampliar la llegada al público espectador.
Para el 2022, continua emitiendo noticias tanto en sus publicaciones escritas como digitales, estableciéndose como uno de los diarios más reconocidos en Bolivia.